# Steffen Fetzner
Steffen Fetzner (født 17. august 1968 i Karlsruhe, Vesttyskland) er en tysk tidligere bordtennisspiller.

## Sportskarriere
Han deltog ved tre olympiske lege gennem karrieren, første gang i 1988 i Seoul, hvor han sammen med Jörg Roßkopf stillede op i herredouble for Vesttyskland. De blev nummer tre i deres indledende gruppe, hvilket ikke var nok til at kvalificere til kvartfinalen.
Året efter opnåede parret deres bedste resultat nogensinde, da de højst overraskende blev verdensmestre. I kvartfinalen besejrede de Andrzej Gubba (Polen) og Jean-Philippe Gatien (Frankrig), derpå i semifinalen kineserne Chen Longcan og Wei Quingguang, inden de i finalen sejrede med 21-18, 21-17, 21-19 over Zoran Kalinić (Jugoslavien) og Leszek Kucharski (Polen).
Fetzner og Roßkopf var igen med ved OL 1992, der blev afholdt i Barcelona, denne gang for det forenede Tyskland, og de vandt her deres indledende pulje og var dermed klar til kvartfinalen. Her besejrede de et serbisk par, hvorpå de i semifinalen vandt over sydkoreanerne Gang Hui-Chan og Lee Cheol-Seung, mens de i finalen tabte i fem sæt til kineserne Lu Lin og Wang Tao og dermed vandt sølv, deres næstbedste internationale resultat. Ved samme OL stillede Fetzner også op i single, men efter at have vundet sin kvalifikationspulje tabte han derpå i første runde (ottendedelsfinalen) til svenske Jörgen Persson og var ude af turneringen.
Fetzner og Roßkopfs sidste sidste OL sammen blev OL 1996 i Atlanta. Her vandt de igen deres indledende pulje og besejrede derpå et fransk par i kvartfinalen, inden de i semifinalen tabte til Lu og Wang, som de også tabte til i OL-finalen i 1992. Denne gang blev der spillet en kamp om bronzemedaljen, og her tabte de to tyskere til Lee Cheol-Seung og Yu Nam-Gyu fra Sydkorea, så de blev nummer fire.
Fetzner spillede i alt 206 landskampe for Tyskland og var der med til at vinde to VM-bronzemedaljer for hold (1993, 1997) samt to sølv- (1990, 2000) og to bronzemedaljer (1992, 1994) for hold ved EM. Han har desuden talrige medaljer fra det tyske mesterskab mellem 1984 og 1998.

## Øvrige karriere
Fetzner er nu produktmanager hos Donic, der producerer bordtennisudstyr.
I en periode var han vicepræsident i det tyske bordtennisforbund (2005-2007), og han havde desuden et par år som cheftræner på et sportsakademi i Doha, Qatar (2007-2010).

## OL-resultater
- 1992:  Sølv i doublerækkerne (med Jörg Roßkopf)